# 弗亨湖
47°49′39″N 12°23′31″E / 47.82761°N 12.39201°E

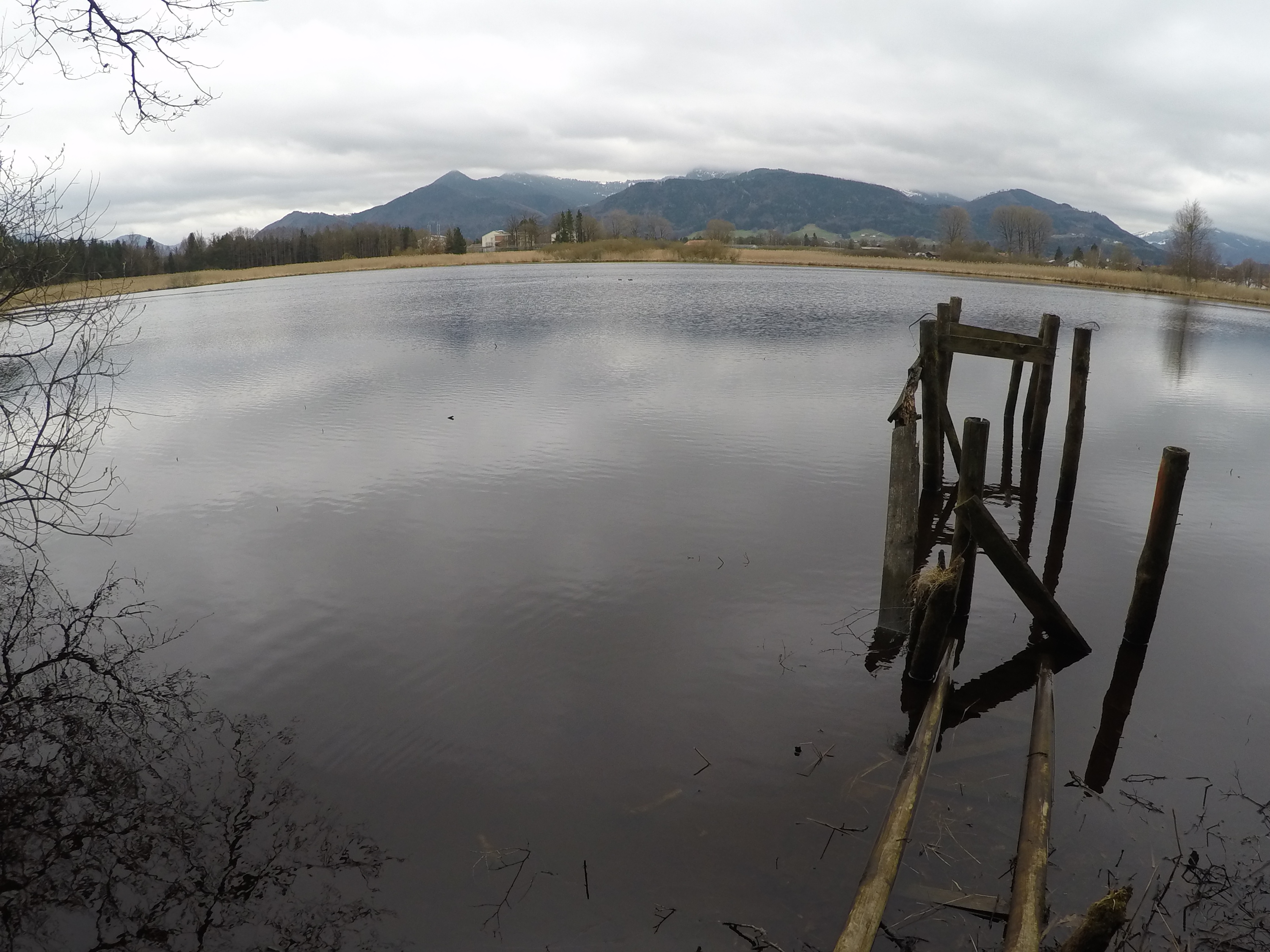

弗亨湖（德語：Förchensee），是德國的湖泊，位於該國東南部，由巴伐利亞州負責管轄，處於基姆湖畔貝爾瑙和基姆湖之間，長0.2公里、寬0.2公里，海拔高度519米。